# Justicia ciega
Justicia ciega (Blind Justice en inglés) es una serie de televisión estadounidense sobre un detective de la policía neoyorquina ciego estrenada en 2005.
En España se emitió los lunes del verano de 2005 en Telecinco

## Argumento
Un policía de Nueva York llamado Jim Dunbar (Ron Eldard) y su mujer son secuestrados por un hombre armado con un AK-47. Dunbar interviene y es alcanzado por una bala que lo deja ciego. A pesar de su ceguera conserva su puesto en la policía. Es asignado a una nueva comisaría y con una nueva compañera, Karen Bettencourt (Marisol Nichols), que al principio duda de su capacidad para realizar su trabajo. 

## Actores
- Ron Eldard - Detective Jim Dunbar
- Marisol Nichols - Detective Karen Bettancourt
- Rena Sofer - Christie Dunbar
- Reno Wilson - Detective Tom Selway
- Frank Grillo - Detective Marty Russo
- Michael Gaston - Teniente Gary Fisk